# Luis Fernández de Córdoba
Luis Fernández de Córdoba (fevereiro de 1555 - 26 de junho de 1625) foi um prelado católico romano que serviu como arcebispo de Sevilha de 1624 a 1625, arcebispo de Santiago de Compostela de 1622 a 1624, bispo de Málaga de 1615 a 1622 e Bispo de Salamanca de 1603 a 1615.

## Sucessão episcopal
Enquanto bispo, foi o consagrador principal de:
- Pedro Ponce de Léon, Bispo de Ciudad Rodrigo (1605);
- Agustín Antolínez, Bispo de Ciudad Rodrigo (1623);
- Gonzalo del Campo (López de Ocampo), arcebispo de Lima (1624);

e co-consagrante principal de:
- Antonio Corrionero, Bispo das Ilhas Canárias (1615).